# الآثار التاريخية للبرتغال (كتاب)
الآثار التاريخية للبرتغال (باللاتينية: Portugaliae Monumenta Historica، وتُختصر بـ PMH) هي مجموعة من النصوص المتعلقة بتاريخ البرتغال. وقد استُلهمت من كتاب الآثار التاريخية لألمانيا (باللاتينية: Monumenta Germaniae Historica)، ونشرته أكاديمية العلوم في لشبونة بين عامي 1856 و1917 م، وقُسّمت إلى أربعة أقسام:
1. الكتّاب (Scriptores)
2. القوانين والعادات (Leges et Consuetudines)
3. الوثائق والمخطوطات (Diplomata et Chartae)
4. التحقيقات (Inquisitiones)

أُعدّت الأقسام الثلاثة الأولى تحت إشراف ألكسندر هيركولانو قبل عام 1873 م، أما القسم الأخير، التحقيقات، فقد جُمع بين عامي 1888 و1897 بعد وفاته. ترجع الوثائق إلى العصور الوسطى، ومعظمها مكتوب باللاتينية الوسطى والبرتغالية القديمة.

## روابط خارجية
- الآثار التاريخية للبرتغال في المكتبة الوطنية البرتغالية